# 856
856 (DCCCLVI) je bilo prestopno leto, ki se je po julijanskem koledarju začelo na sredo.

## Dogodki
- 1. januar

## Smrti
- 4. februar - Hraban Maver, nemški (frankovski) teolog in učenjak (* 780)